# 長全寺
長全寺（ちょうぜんじ）は、広島県尾道市にある曹洞宗の寺院。山号は福壽山（ふくじゅざん）。本尊は阿弥陀如来。法常寺末寺。

## 歴史
この寺は、芸藩通志によると大永年間（1521年ｰ1527年）、燈海和尚により建立された。
永和年間（1375年ｰ1379年）の経典には、「香根島長善寺」として残る。
1628年(寛永5年)広島県三原市西宮町、曹洞宗法常寺の燈海別流により再興。
時期は不明ながら江戸時代後期、住職が他寺の晋山結制一夏安居で留守中に本堂・庫裡を全焼し、一切の文物を失った。
一堂(阿弥陀堂)を維持していたが、1867年(慶応3年)に現在の本堂、1868年(明治元年)に現在の庫裡を再建。1876年(明治9年)に宝暦年間（1751年ｰ1764年）再建の山門を大規模修繕。
阿弥陀薬師堂を新築。1891年(明治24年)に金比羅堂を再建している。
阿弥陀薬師堂。阿弥陀如来（伝旧本尊）・薬師如来・観世音菩薩（伝千手菩薩）・弘法大師が祀られている。
山門
鐘楼堂
地蔵堂
金毘羅堂
稲荷堂
境内隣接の旧農地は高根島柑橘栽培発祥地。